# Calyptorhynchus lathami
Il cacatua nero lucente (Calyptorhynchus lathami (Temminck, 1807) è un uccello della famiglia Cacatuidae.